# Aerodrom Peking — Glavni grad
Međunarodni aerodrom Peking Kapital (IATA: PEK, ICAO: ZBAA) je glavni međunarodni aerodrom koji uslužuje Peking. Nalazi se 32 km (20 mi) severoistočno od centra grada Pekinga, u enklavi okruga Čaojang i okolini te enklave u predgrađu okruga Šunji. Aerodrom je u vlasništvu i njime upravlja kompanija Peking Kapital međunarodni aerodrom, koja je pod državnom kontrolom. IATA aerodromski kod aerodroma, PEK, zasnovan je na nekadašnjem romanizovanom imenu grada, Peking.
Peking Kapital se brzo uspeo na rang listi najprometnijih aerodroma na svetu u protekloj deceniji. On je postao najprometniji aerodrom u Aziji u pogledu putničkog prometa i ukupnog kretanja saobraćaja do 2009. godine. On je bio drugi najprometniji aerodrom na svetu u pogledu putničkog prometa od 2010. Aerodrom je registrovao 557.167 kretanja aviona (poletanja i sletanja), rangirajući se na 6. mesto na svetu 2012. U pogledu teretnog prometa, aerodrom u Pekingu takođe je zabeležio brz rast. Do 2012. godine aerodrom je postao 13. najprometniji aerodrom na svetu po teretnom prometu, registrujući 1.787.027 tona prevezenog tereta.

## Istorija
Pekinški aerodrom je otvoren 1. marta 1958.‍:20 Tada se aerodrom sastojao od jedne male terminalske zgrade, koja i danas postoji, očigledno za VIP upotrebu i čarter letove, zajedno sa jednom pistom dužine 2.500 metara na istoku,‍:18 koja je produžena na 3.200 metara 1966. godine i 3.800 metara 1982. godine.‍:22 Još jedna pista duga 3.200 metara na zapadu završena je u oktobru 1978. Dana 1. januara 1980. godine otvoren je noviji, veći Terminal 1, zelene boje, sa gejtovima za 10 do 12 aviona. Taj terminal je bio veći od terminala izgrađenog tokom 1950-ih, ali sredinom 1990-ih njegova veličina postala je relativno neadekvatna.
Prvi međunarodni let za Kinu i međunarodni aerodrom Peking Kapital obavila je kompanija Pakistan Internašonal iz Islamabada.
Krajem 1999. godine, u znak obeležavanja 50. godišnjice od osnivanja NRK, aerodrom je doživeo novi krug širenja pošto je Terminal 2 otvoren 1. novembra te godine. Terminal 1 je tada privremeno zatvoren za obnovu nakon otvaranja Terminala 2. Dana 20. septembra 2004. godine otvoren je obnovljeni Terminal 1, koji je u to vreme isključivo služio za domaće i međunarodne letove aviokompanije Kina jug iz Pekinga. Domaći i međunarodni letovi drugih aviokompanija i dalje su saobraćali na Terminalu 2.
Još jedan krug proširenja započeo je 2007. Treća pista otvorena je 29. oktobra 2007. godine, radi ublažavanja zagušenja druge dve piste. Terminal 3 (T3) završen je u februaru 2008. godine, na vreme za Olimpijske igre u Pekingu. Ova kolosalna ekspanzija obuhvatala je i železničku vezu do centra grada. Na svom otvaranju, novi terminal 3 bio je najveća veštačka građevina na svetu u pogledu pokrivene površine, i glavni orijentir koja je predstavljao Peking kao rastuću kinesku prestonicu. Proširenje je uglavnom finansirano zajmom od 30 milijardi jena iz Japana i zajmom Evropske investicione banke (EIB) od 500 miliona evra (625 miliona američkih dolara). Kredit je najveći koji je EIB ikada odobrila u Aziji; sporazum je potpisan tokom osmog samita Kine i EU održanog u septembru 2005.
Svež nakon što je bio domaćin Letnjih olimpijskih igara 2008. i dodao novu zgradu terminala, Peking Kapital je pretekao Tokio Haneda kao najprometniji aerodrom u Aziji, prema predviđenom kapacitetu rezervisanih sedišta.
Zbog ograničenih kapaciteta na međunarodnom aerodromu Peking Kapital, postavljeni su planovi za izgradnju novog aerodroma u Dasingu. Finalno odobrenje za projekat izdato je 13. januara 2013. Izgradnja je započela krajem 2014. godine, a završena je 2019. Novi aerodrom služi kao čvorište aviokompanijama Skajtim saveza (osim Čajna istern erlajnsa), dok članovi Star alajansa borave na međunarodnom aerodromu Peking Kapital. Kompanija Hajnan erlajns, koja je 2016. godine činila 10% kapaciteta putničkih sedišta na međunarodnom aerodromu Peking Kapital, ali koja nije deo ni jednog većeg saveza, ostala je na postojećem aerodromu glavnog grada.

## Statistike
|      | Putnici     | Promena od prethodne godine | Kretanja | Kargo (tona) |
| ---- | ----------- | --------------------------- | -------- | ------------ |
| 2007 | 53.611.747  |                             | 399.209  | 1.416.211,3  |
| 2008 | 55.938.136  | 04,3%                       | 429.646  | 1.367.710,3  |
| 2009 | 65.375.095  | 016,9%                      | 487.918  | 1.475.656,8  |
| 2010 | 73.948.114  | 013,1%                      | 517.585  | 1.551.471,6  |
| 2011 | 78.674.513  | 06,4%                       | 533.166  | 1.640.231,8  |
| 2012 | 81.929.359  | 04,1%                       | 557.167  | 1.787.027    |
| 2013 | 83.712.355  | 02,2%                       | 567.759  | 1.843.681    |
| 2014 | 86.128.313  | 02,9%                       | 581.952  | 1.848.251    |
| 2015 | 89.900.000  | 04,4%                       | 594.785  | 1.843.543    |
| 2016 | 94.393.000  | 05,6%                       | 606.086  | 1.831.167    |
| 2017 | 95.786.296  | 01,5%                       | 597.259  | 2.029.583    |
| 2018 | 100.983.290 | 05,4%                       | 614.022  | 2.074.005    |

## Ostali objekti
Sedište aviokompanije Bejđing Kapital erlajns je u Kapital erlans zgradi (首都航空大厦; Shǒudū Hángkōng Dàshà) na ovom aerodromu.

## Sestrinski aerodromi
- Međunarodni aerodrom O'Hara[21]
- Aerodrom Helsinki[22]
- Međunarodni aerodrom Hongkong[23]
- Međunarodni aerodrom Los Anđeles[24]
- Aerodrom Mančester[25]
- Aerodrom Minhen[26]
- Aerodrom Suvarnabumi[27]
- Aerodrom Kingsford Smit[28]
- Aerodrom Stokholm-Arlanda
- Aerodrom Abu Dabi[29]

## Foto galerija
- Pogled na izlaz sa Terminala 1
- Boing 737 koji se servisira na Terminalu 1
- Ulaz za odlaske na Terminalu 1
- Ulaz u Terminal 2
- Terminal 2
- Prijavni deo Terminala 2
- Terminal 2, Sala za čekanje odlazaka
- Hajnan Er Boing 737 (prvi plan) na gejtu na Terminalu 2
- Nivo za odlaske Terminala 3
- Terminal 3, ulaz za odlaske
- Glavna dvorana Terminala 3
- Trouglasti krov Terminala 3
- Znak sa prikazanim lokacijama gejtova na Terminalu 3 PEK aerodroma
- Dvorana na Terminalu 3

## Spoljašnje veze
- Official website